# Sztálin halála
A Sztálin halála (eredeti cím: The Death of Stalin) 2017-ben bemutatott angol-francia-belga politikai szatíra/fekete komédia, melyet Armando Iannucci, Fabien Nury, David Schneider, Ian Martin és Peter Fellows forgatókönyve alapján Armando Iannucci rendezett. A főszereplők Steve Buscemi, Simon Russell Beale, Paddy Considine, Rupert Friend, Jason Isaacs, Michael Palin, Andrea Riseborough, Paul Whitehouse és Jeffrey Tambor. A film a 2010-ben és 2012-ben megjelent La Mort de Staline című francia képregényalbum alapján készült. A történet a Joszif Sztálin szovjet vezető 1953-ban bekövetkezett halálát követő hatalmi harcokat mutatja be.
A szatírát a 2017-es Torontói Nemzetközi Filmfesztivál platform szekciójában mutatták be, kedvező kritikai visszahang mellett. A filmet az Entertainment One Films mutatta be az Egyesült Királyságban 2017. október 20-án, az Amerikai Egyesült Államokban az IFC Films 2018. március 9-én, Franciaországban a Gaumont 2018. április 4-én, Belgiumban a September Film Distribution 2018. április 18-án, Magyarországon pedig az ADS Service 2018. március 15-én.
Oroszországban és Kirgizisztánban betiltották, a két ország múltjának és vezetőinek kigúnyolása vádjával.
A film Magritte-díj jelölést kapott legjobb külföldi film kategóriában. A Sztálin halála az Egyesült Államokban és Kanadában 8 millió, a többi országban (beleértve az Egyesült Királyságot 7,3 millió dollárral) pedig 16,6 millió dolláros bevételt ért el, így világszerte összesen 24,6 millió dollárt termelt.

## Szereplők
| Szerep                             | Színész             | Magyar hang      |
| ---------------------------------- | ------------------- | ---------------- |
| Nyikita Szergejevics Hruscsov      | Steve Buscemi       | Végh Péter       |
| Lavrentyij Pavlovics Berija        | Simon Russell Beale | Gyabronka József |
| Jurij Andrejev                     | Paddy Considine     | Rajkai Zoltán    |
| Vaszilij Sztálin                   | Rupert Friend       | Fenyő Iván       |
| Georgij Konsztantyinovics Zsukov   | Jason Isaacs        | Rátóti Zoltán    |
| Vjacseszlav Mihajlovics Molotov    | Michael Palin       | Rosta Sándor     |
| Szvetlana Sztálina                 | Andrea Riseborough  | Für Anikó        |
| Georgij Makszimilianovics Malenkov | Jeffrey Tambor      | Beregi Péter     |
| Joszif Visszarionovics Sztálin     | Adrian McLoughlin   | Kiss Gábor       |
| Anasztasz Mikoján                  | Paul Whitehouse     | Harsányi Gábor   |
| Maria Venjaminovna Jugyina         | Olga Kurilenko      | Pikali Gerda     |
| Nyikolaj Bulganyin                 | Paul Chahidi        | Hevér Gábor      |
| Lazar Moiszejevics Kaganovics      | Dermot Crowley      | Ujréti László    |
| Ivan Sztyepanovics Konyev          | Daniel Fearn        |                  |
| Kirill Szemjonovics Moszkalenko    | Luke D'Silva        |                  |
| Leonyid Iljics Brezsnyev           | Gerald Lepkowski    |                  |
| Csou En-laj                        | Dave Wong           |                  |

## A film készítése
A projekt előkészítését a 2016-os Cannes-i Filmfesztivál idején kezdték meg. Armando Iannucci lett a film rendezője és forgatókönyvírója, utóbbi Ian Martinnal közösen (akivel a The Thick of It című brit sorozatban is együtt dolgozott). A gyártást június elejére tervezték, Jeffrey Tamborral, Steve Buscemivel, Olga Kurilenkóval, Timothy Daltonnal, Toby Kebbell-lel, Michael Palinnel, Simon Russell Beale-lel, Paddy Considine-nel és Andrea Riseborough-val a szereplők között. Június 20-án Adrian McLoughlin, Rupert Friend, Jason Isaacs és Paul Whitehouse is csatlakozott a szereplőgárdához. Dalton és Kebbell, akik eredetileg Georgij Zsukovot és Vaszilij Sztálint alakították volna, végül nem szerepeltek a filmben.
A film készítése 2016. június 20-ától augusztus 6-áig tartott.
A forgatási helyszínek között szerepelt Kijev (Ukrajna), az Egyesült Királyság és a Moszkvában (Oroszország) található Vörös kapuk téri magas épület.
A film zenéjét Chris Willis komponálta. Armando Iannucci kérésére a számlista nem komikus lett, hanem drámai hangvételű, tükrözve Dmitrij Dmitrijevics Sosztakovics szovjet zeneszerző grandiózus műveit a sztálini korszakban.

## Kritikai fogadtatás

### A film betiltása
Nyikolaj Sztarikov író, az egykori Nagy Haza Párt vezetője szerint a Sztálin halála "a brit értelmiségi osztály barátságtalan húzása" és az "oroszellenes információs háború" része. 2017 szeptemberében az Orosz Kulturális Minisztérium nyilvános tanácsának vezetője elmondta, hogy az orosz hatóságok fontolgatják a film betiltását, mivel a film része lehet egy "nyugati cselekménynek, amelynek célja Oroszország destabilizálása a társadalom szakadásának okozásával". 2018. január 23-án, két nappal a film tervezett oroszországi megjelenése előtt a vetítésen részt vettek az Állami Duma képviselői, az Orosz Történelmi Társaság képviselői, a Kulturális Minisztérium Közbizottságának tagjai és a filmipar tagjai. Két nappal később a Kulturális Minisztérium visszavonta a film forgalmazási jogát. De több mozi január végén vetítette a filmet, azt állítva, hogy  nem hallottak arról, hogy a film kiállítási engedélyét visszavonták volna. Oroszország kulturális minisztériuma beperelte ezeket a színházakat.
Az állami fenntartású orosz közvélemény-kutató központ (VTSIOM) közvélemény-kutatásának eredményei szerint az oroszok 35%-a elutasította a Kulturális Minisztérium döntését, amely szerint a filmet törlik a képernyőről, míg 30%-uk támogatta a tiltást, 35%-uk semleges volt. Az oroszok 58%-a azt mondta, hogy hajlandó lenne megnézni a filmet a mozikban, ha megszüntetnék a tilalmat. A filmet Oroszországban mintegy 1,5 millió alkalommal töltötték le illegálisan.
Az Orosz Kulturális Minisztérium ügyvédjeinek egy csoportja, köztük Zsukov lánya, Era Zsukova, Nyikita Mihalkov rendező, Vlagyimir Bortko, az Orosz Állami Történeti Múzeum vezetője, Alekszej Levikin és Vlagyimir Megyinszkij kulturális miniszter indítványozták, hogy vonják vissza a film forgalmazását, mondván: "A Sztálin halála a gyűlölet és az ellenségeskedés ösztönzésére, az orosz (szovjet) nép méltóságának megsértésére, az etnikai és társadalmi alacsonyabbrendűség előmozdítására irányul, ami a film szélsőséges természetére mutat. Úgy gondoljuk, hogy a film hazánk torzítására készült úgy, hogy az 1950-es évek Szovjetuniójának gondolata az embereket csupán rettegéssel és undorral tölti el. A szerzők szerint a film degradálja az orosz második világháborús harcosok emlékét, a Himnuszt obszcén kifejezések és sértő hozzáállás kíséri, történelmileg pontatlan díszleteket mutat be, a sztálingrádi csata 75. évfordulójának tervezett kiadása pedig "szembeköpése mindazoknak, akik ott haltak meg, és mindazoknak, akik még mindig életben vannak". A filmet Oroszországban, Kazahsztánban és Kirgizisztánban betiltották.  Az Eurázsiai Gazdasági Unió tagjai közül csak Örményországban és Fehéroroszországban mutatták be. Örményországban a film Jereván két mozijában mutatkozott be 2018. január 25-én. Fehéroroszországban a film első késedelem után került bemutatásra. Kazahsztánban a filmet csak a Clique fesztiválon vetítették.

## A történelmi hitelesség kérdése
Az események hitelesen:
Sztálin a végzetes agyvérzést 1953 március 1-jén hétfőn, esetleg vasárnap éjjel szenvedte el, a hivatalos közlemény szerint a Kremlben lévő irodájában; valójában a Moszkvától 15 km-re található kuncevói dácsájában.
A dácsa belső biztonsági szabályai szerint tilos volt engedély nélkül belépni a magán használatú helységekbe, ezért a rosszullétet nem érzékelte senki. A személyzet ideges volt, mivel Sztálin aznap nem csengetett sem reggeliért, sem ebédért. Az este 7 órakor a Kremlből érkező jelentéseket viszont személyesen kellett átadni. Ezt az dácsa főparancsnok-helyettese Pjotr Lozgacsov vállalta. A magatehetetlen vezérre vizeletben feküdve találtak rá a kis ebédlőben, heverőre fektették, majd pokróccal betakarták. Sztálin ekkorra 10, esetleg 18 órája magatehetetlen volt.
Ezek után értesítették a párt vezetését. Berija, Malenkov majd Hruscsov érkezett elsőként aki leszidták az őrséget mondván Sztálin csak alszik, feleslegesen zavarták őket, majd távoztak. Az őrség ismét telefonált, a vezetők visszatértek, ezek után hívtak orvost. A diagnózis felállításához több - köztük néhány, a GULAG-ban raboskodó -  orvos véleményét is kikérték. A tünetek a filmbélivel megegyezőek. A vizsgálati eredményeket a Moszkvai Rádió is beközölte.
A halál márc. 5-én 21:50-kor állt be. Szvetlana visszaemlékezései szerint
- "Az arca eltorzult és elsötétült. Ajkai elfeketedtek, arcvonásai felismerhetetlenekké váltak. Iszonytató volt a haláltusája. Szó szerint a szemünk láttára fulladt meg. A legutolsónak tetsző pillanatban aztán váratlanul kinyitotta a szemét, és vetett egy pillantást a szobában lévőkre. Rettenetes volt a tekintete, tébolyodott, vagy talán haragvó, tele volt félelemmel, amelyet a halál és a föléje hajoló ismeretlen orvosok arca keltett benne. Egyetlen másodperc alatt végigfuttatta a pillantását mindenkin. Aztán valami megmagyarázhatatlan és döbbenetes történt, amit a mai napig nem tudok elfelejteni és megérteni. Hirtelen felemelte a bal kezét, mintha felfelé mutatna valamire, és valamennyiünkre átkot küldene. Felfoghatatlan és fenyegető volt ez a gesztus, és senki nem tudta, vajon kire vagy mire irányulhat. A következő pillanatban, egy utolsó erőfeszítés után, a lelke végül kiszakította magát a testéből."

## Fordítás
- Ez a szócikk részben vagy egészben  a   The Death of Stalin című angol Wikipédia-szócikk fordításán alapul.  Az eredeti cikk szerkesztőit annak laptörténete sorolja fel. Ez a jelzés csupán a megfogalmazás eredetét és a szerzői jogokat jelzi, nem szolgál a cikkben szereplő információk forrásmegjelöléseként.